# إليك بيترز
إليك بيترز (13 أبريل 1995 بواشنطن في الولايات المتحدة - ) (بالإنجليزية: Alec Peters) هو لاعب كرة سلة أمريكي في مركز هجوم صغير الجسم. لعب مع فينيكس صنز وValparaiso Beacons men's basketball ‏.

## وصلات خارجية
- إليك بيترز على موقع الدوري الأوروبي لكرة السلة (الإنجليزية)
- إليك بيترز على موقع إن بي أي (الإنجليزية)
- إليك بيترز على موقع سبورتس رفرنس (الإنجليزية)
- إليك بيترز على موقع الدوري الإسباني لكرة السلة (الإسبانية)
- إليك بيترز على موقع كرة السلة الأوروبية.كوم (الإنجليزية)
- إليك بيترز على موقع كلية كرة السلة في سبورتس رفرنس.كوم (الإنجليزية)
- إليك بيترز على موقع ريلجم (الإنجليزية)
- إليك بيترز على موقع بروبوليرز (الإنجليزية)
- إليك بيترز على موقع سبورتس رفرنس (الإنجليزية)
- إليك بيترز على موقع سبورتس رفرنس (الإنجليزية)